# Rangitoto
Rangitoto est une île volcanique dans le golfe de Hauraki près d'Auckland, en Nouvelle-Zélande.
Son nom signifie en maori : « Ciel rouge sang » baptisée ainsi en mémoire d'une sanglante bataille qu'avait livrée la tribu qui vivait là, bien avant que l'île soit achetée par les Anglais en 1854.
Rangitoto est devenue une réserve naturelle en 1890.

## Géographie

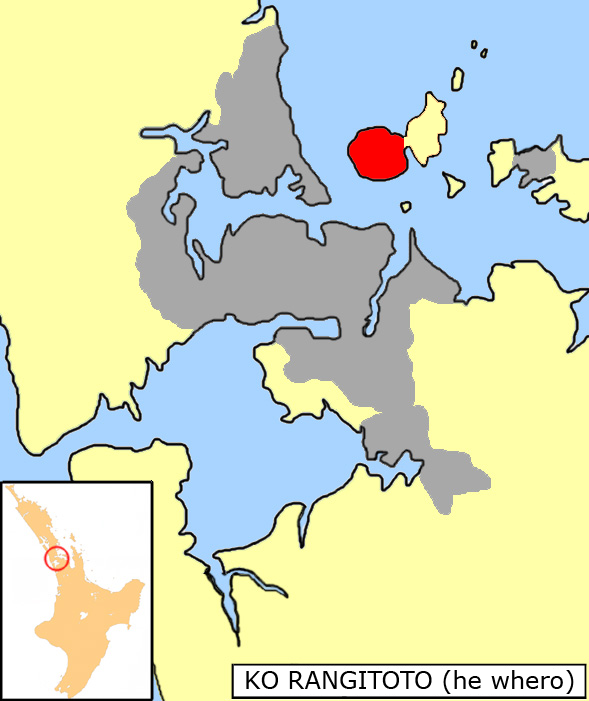
Situation de l'île Rangitoto (en rouge).

L'île de 5,5 km de large est repérable par sa forme conique et bien visible d'Auckland. C'est un volcan bouclier avec un cône volcanique de 260 mètres d'altitude à partir du niveau de la mer. Le volcan Rangitoto est le plus récent et le plus grand (2 311 hectares) des quelque 50 volcans du champ volcanique monogénétique d'Auckland (Auckland volcanic field).
.
Elle est séparée de l'Île Motutapu par un mince canal marin de quelque 4-5 mètres de large et 150 mètres de long, reliant deux baies : Gardiner Gap au nord et Islington bay au sud. Le canal est traversé par un pont construit par l'US Navy qui fit stationner des troupes sur les deux îles durant la Seconde Guerre mondiale